# Adrian Diaconu
Adrian Diaconu (ur. 9 czerwca 1978 w Ploeszti) – rumuński bokser, były zawodowy mistrz świata organizacji WBC w wadze półciężkiej (do 175 funtów).

## Kariera amatorska
Zdobył brązowy medal na Mistrzostwach Świata w Budapeszcie w 1997 w kategorii lekkośredniej, pokonując Jung Bin Lima, Sergio Martineza i Roberta Gortata, natomiast w półfinale przegrywając z późniejszym złotym medalistą, Alfredo Duvergelem. W 1998 został brązowym medalistą Mistrzostw Europy w Mińsku w tej samej kategorii wagowej, pokonując Károly Balzsaya i Siergieja Chomickiego, a w walce o finał przegrywając z Aslanem Ercümentem. Na kolejnych Mistrzostwach Świata w Houston w 1999 zdobył srebrny medal w wadze średniej. Pokonał kolejno Ariela Hernándeza, Antoniosa Giannoulasa, Andrija Fedczuka i Akına Kuloğlu, a w finale przegrał z Utkirbekiem Haydarovem.
W 2000 reprezentował Rumunię na Igrzyskach Olimpijskich w Sydney, gdzie doszedł do ćwierćfinału. Odpadł z turnieju po porażce z późniejszym złotym medalistą, Jorge Gutiérrezem.

## Kariera zawodowa
Pierwszy zawodowy pojedynek stoczył w marcu 2001. W swoim osiemnastym pojedynku wywalczył tytuł zawodowego Mistrza Kanady w kategorii półciężkiej. 16 maja 2006 pokonał na punkty Andre Thysse. Cztery miesiące później pokonał, także na punkty, Amerykanina Orlando Riverę.
9 maja 2007 w walce eliminacyjnej WBC pokonał przez techniczny nokaut w trzeciej rundzie Rico Hoye. 19 kwietnia następnego roku Diaconu wywalczył tytuł tymczasowego mistrza świata WBC, pokonując po zaciętym i wyrównanym pojedynku Chrisa Henry. W lipcu po tym, jak Chad Dawson zrezygnował z tytułu, Diaconu został pełnoprawnym mistrzem świata WBC w kategorii półciężkiej.
Tytuł mistrzowski stracił już w następnej walce, która odbyła się 19 czerwca 2009, przegrywając jednogłośnie na punkty z Jeanem Pascalem. W piątej rundzie Diaconu leżał na deskach, a całą walkę przegrał stosunkiem 115-112, 116-112 i 116-111 dla Pascala. 11 grudnia tego samego roku doszło do walki rewanżowej pomiędzy oboma pięściarzami. Ponownie lepszy okazał się Pascal, pokonując Diaconu na punkty.
W 2010 Diaconu stoczył jeden pojedynek, wygrywając na punkty z Omarem Sheiką, mimo że w drugiej rundzie był liczony. 21 maja 2011 przegrał jednogłośnie na punkty z Chadem Dawsonem w stosunku 118–110, 117–111 i 116–112.